# Végleges médiakönyvtár
A végleges médiakönyvtár (Definitive Media Library, DML) biztonságos információs technológiai adattár, amelyben egy szervezet engedélyezett szoftververzióit tárolják és védik. Mielőtt egy szervezet bármilyen új vagy megváltozott alkalmazásszoftvert kiadna operatív környezetében, előtte minden ilyen szoftvert teljeskörűen tesztelni, minőségét pedig biztosítani kell. A végleges médiakönyvtár biztosítja a telepítésre kész szoftverobjektumok tárterületét, és csak azoknak az ellenőrzött szoftveres adathordozó- konfigurációs elemeknek (CI-knek) tartalmazhat mestermásolat-példányokat, amelyek megfeleltek a megfelelő minőségbiztosítási ellenőrzéseken, amelyek általában tartalmazzák a beszerzett és a személyre szabott alkalmazásokat, valamint az összesített forráskódot és végrehajtható fájlok. Az ITIL bevált gyakorlati keretrendszerével összefüggésben a végleges médiakönyvtár kifejezés felülírja az ITIL v3 verzió előtti definitív szoftverkönyvtár kifejezést.
A konfiguráció-kezelő adatbázissal (CMDB) együttesen hatékonyan biztosítja az adatközpont DNS-ét, azaz az összes alkalmazási és felépítési szoftver adathordozót, amely a CMDB telepítési és konfigurációs rekordjához kapcsolódik.
A végleges médiakönyvtár (DML) a szervezet kiadási és kiépítési keretrendszerének és szolgáltatás-folytonossági tervének elsődleges eleme.

## Háttér
Ellenőrzött informatikai környezetben elengedhetetlen, hogy csak a szoftver engedélyezett verzióit engedjék meg a gyártásban. Az engedély nélküli szoftververziók élő környezetbe kerülésének következményei súlyosak lehetnek. Egy kiforrott szervezetben szigorú változás- és kiadáskezelési folyamatok léteznek ennek megakadályozására, de az ilyen folyamatokhoz olyan helyre van szükség, ahol az engedélyezett szoftververziók biztonságosan tárolhatók és hozzáférhetők. Az ITIL által harmadik változatban előterjesztett megoldást végleges médiakönyvtárnak vagy DML-nek hívják (felváltotta a második verzióban használt végleges szoftverkönyvár vagy DSL elnevezést). Az ITIL azt javasolja, hogy a DML lehet fizikai vagy virtuális áruház, és mindkét módszerrel vannak előnyök és hátrányok. Nyilvánvaló azonban, hogy a DML megoldások sikerében kulcsfontosságú tényezők vannak, vagyis a gyártásba telepítendő szoftvert szigorúan tesztelni, biztosítani és engedélyeztetni kell, valamint csomagolni kell oly módon, hogy biztonságosan és következetesen települjön. Ezenkívül a DML-nek könnyen hozzáférhetőnek kell lennie, azok által, és csak azoknak, akik erre jogosultak. Ily módon a virtuális (elektronikus) tárolási terület majdnem mindig sokkal jobb megoldást nyújt, vagyis a DML központosítható és távolról vagy a normál munkaidőn kívül hozzáférhető, ha erre szükség van (lásd a terjesztést).

## Hatály
A DML kulcsfontosságú szerepet játszik a fejlesztésből a gyártási fázisokba való átmenet támogatásában, és a DML megoldásokat meg kell különböztetni más szoftverektől és forráskód-tárolóktól, például szoftverkonfiguráció-kezelés vagy SCM (melyet néha szoftvercserének és konfigurációkezelésnek is nevezik), amely támogatja a fejlesztési vagy a szoftverfejlesztési fázist. Ez fontos megkülönböztetés, és gyakran okoz némi zavart. Lényegében, míg az SCM eszközök vagy adattárak a kód (vagy munkadarabok) összes fejlesztői verzióját és változatát tárolják és kezelik a végleges engedélyezett termékig, de a végső engedélyezett termékig nem, a DML csak a kód vagy a termék végleges engedélyezett verzióit tárolja. Ez analóg egy nagy utcai termékéletciklusával, amikor a termék tervező házból gyárba, raktárba, majd boltba, azaz
- nyilvántartásokat (metaadatokat) vezetnek arról, hogy egy terméket hogyan fejlesztenek és építenek. Ez lehetővé teszi annak lenyomozását, hogy melyik folyamat az okolható, ha hibás termékeket fedeznek fel a minőség-ellenőrzés során vagy akár egy későbbi karbantartás során.
- a CMDB-ben nyilvántartásokat (metaadatokat) vezetnek arról, hogy a szoftvert a DML-ből a telepítési környezetbe hova helyezik és telepítik. Minden telepítést vagy elhelyezést engedélyeznie kell egy megfelelő gyártásmódosítási kérelemnek, és az ebből eredő változást rögzíteni kell a CMDB-ben a DML termék és a platform között, ahol telepítették.

Érettebb vagy fejlettebb állapotban nincs különbség a konfigurációkezelés két formája között, és a folyamat folyamatosan támogatja a szolgáltatás teljes kézbesítését és a szolgáltatás üzemeltetésének életciklusát. Erre a továbbiakban vállalkozás alkalmazáskezelés néven hivatkozunk. Még itt is meg kell különböztetni a fejlesztésalapú műtárgyakat a telepítésre rendelkezésre álló, minőségbiztosított, végleges mester verziók kezelésétől, és el kell különíteni azoktól. Kihelyezett vagy több szállítóval kötött megállapodás esetén a szállítói hozzáférés következetes és biztonságos formájának megléte vagy más módon meghatározza, hogy a szoftverkonfiguráció-kezelést passzívan végzik-e vagy sem (külsőleg a beszállítók saját SCM eszközeiket alkalmazzák, majd a készterméket szállítják), vagy sem. aktívan (belső felügyelet alatt áll a beszállítókkal, a központilag üzemeltetett SCM eszköz használatával). Az összes készterméket (alkalmazásszoftver) azonban engedélyezett telepíthető formában a központi DML-ben kell tárolni.
A DML által tárolt tipikus CI-k a következők:
- Csomagolt házon belüli alkalmazásszoftver
- Kereskedelemben kapható (COTS) nyers média
- Testreszabott COTS szoftver (fejlesztéseket, testreszabott konfigurációt stb. tartalmaz)
- Kiadási csomagok
- Javítások (lásd javítás (számítástechnika))
- Arany kiadás (kliensek, szerverek, hálózati és tárolóeszközök stb.)
- Rendszerképek
- Több technológiai halmaz és terjesztési technológia (például Wintel, UNIX, ORACLE, nagyszámítógép, hálózat, tárhely stb.)

## Média kiadás életciklusa
(lásd a fenti "végleges médiakönyvtár és a CMDB a kiadáskezelési folyamat összefüggésében" diagramot)
A sajtóközlemény életciklusának lépései a következők:
1. Új szolgáltatás vagy termék iránti igény merül fel.
2. Döntés a termék (szolgáltatás, összeállítás vagy alkalmazás) elkészítéséről vagy megvásárlásáról a követelmények nyomon követhetőségének eszközéből kivont funkcionális követelmények alapján történik. A terméket a szolgáltatás / termékkatalógusból hozzák létre vagy választják ki az építészeti tervezési irányelveknek (szolgáltatás tervezés) megfelelően. A COTS termék beszerzése és tárolása a DML eszközben „beszerzett” eszközállapotú. Ha új, a termék bekerül a jóváhagyott termékek katalógusába. A házon belül létrehozott alkalmazás forráskódját közvetlenül a szoftverkonfiguráció-kezelő adattárban kezelik.
3. Ha a COTS terméket vagy az aranykészítményt csomagolják, a hordozókat kivonják a DML-ből.
4. A terméket csomagolják vagy fejlesztik és csomagolják (ebben az esetben a kiegészítő funkciókat ugyanúgy kezelik, mint a házon belüli alkalmazásokat és az építkezéseket).
5. A szoftverkonfiguráció-kezelő eszközben létrejönnek a téves rekordok vagy az eredeti alapvonalak.
6. A fejlesztési kódok és a csomagok felülvizsgálatait a szoftverkonfiguráció-kezelő eszköz rögzíti a fejlesztés során.
7. Az egység tesztelésére kerül sor.
8. A csomagolás elkészült a kiadási csomag létrehozásához.
9. A termékcsomag minőségbiztosított (beleértve a tesztelést, az átmenetet és az esetleges átdolgozásokat).
10. A befejezett médiacsomag (kiadás, szolgáltatás vagy alkalmazás) telepítésre kész engedélyezett adathordozóként kerül vissza a DML-be.
11. A változás kezelés jóváhagyását követően a terméket a megfelelő terjesztési rendszeren keresztül engedik a birtokra, a logikai telepítéseket pedig a CMS-ben (CMDB) megfelelő eljárással rögzítik.
12. A DML entitásokat archiváljuk, amint:
  1. A CMS vagy a CMDB azt jelzi, hogy a csomagolt kiadást már nem használják semmilyen helyen (a legutóbbi leállítás vagy frissítés után türelmi idő szükséges a szükséges regressziók engedélyezéséhez), és
  2. A DML entitás kiválasztható elemként eltávolításra került a műszaki vagy felhasználói (szolgáltatási) katalógusból

## Terjesztés
Annak ellenére, hogy a média engedélyezett tárhelyeként a DML bizonyos mértékű központosítást igényel, a globális modell eléréséhez helyi médiakönyvtárakra (LML-ekre) lesz szükség. Ily módon a média fizikai példányainak kiadása és telepítése időben megvalósítható az országban azáltal, hogy elkerüljük az állandó letöltést a globális hálózaton keresztül. Az engedélyezett adathordozók nem elsődleges ablakokban történő replikálása lehetővé tenné a szükséges csomagok helyben elérhetővé tételét, de a DML folyamatirányítási okokból továbbra is „mester” marad. A DML / LML hierarchia szinonimája a mester / másodlagos terjesztési rétegeknek, amelyeket számos disztribúciós technológia és csomagkezelő rendszer lát. Míg azonban a terjesztési eszközök általában elfogultak egy adott technológiai halmaz felé (pl. Wintel, Unix, Mainframe stb.), A DML egyik fő előnye a technológia-agnosztika és az összes engedélyezett szoftver valódi központi tárolója. Ily módon az elosztó eszközök csatlakoznának a DML-hez, hogy megszerezzék a szoftvercsomagot. Az alkalmazás csomagolása magában foglalja az automatizált telepítésre szánt szabványos, strukturált szoftver telepítések előkészítését. Csomagolásra van szükség a megvásárolt (COTS) szoftverekhez is, mivel a csomagolás lehetővé teszi a szoftverek konfigurálását egy adott platformon vagy környezetben való hatékony futtatáshoz. A platform enyhe változása (például a lemez cseréje) megakadályozhatja a csomag sikeres telepítését, ezért a szoftver nyers adathordozó (ISO) verziójának megtartása kritikus fontosságú, mivel erre szükség lesz (gyakran vészhelyzet esetén). a csomagolt verzió már nem telepíthető, például az operációs platform frissítését vagy cseréjét követően.

## Előnyök
A DML támogatja;
- Kiadás- és telepítéskezelés, mint minden kiadható telepítési csomag alapja és központi tárterülete
- Elérhetőség és szolgáltatásfolytonosság az összes csomagolt alkalmazás és nyers adathordozó forrásának biztosításával a szolgáltatás helyreállításához és a katasztrófa utáni helyreállításhoz
- Automatizált szerver-kiépítés és ésszerűsítés az arany buildek tárolása révén
- Vagyonkezelés a COTS szoftver licencszolgáltatásához kapcsolódó metaadatrekordok és licenckulcsok biztosításával. Az adathordozók és az engedélyezett adathordozók együttesei a licencekkel és a licencfeltételekkel együtt lehetővé teszik a szoftverallokációk és a külső megfelelés optimalizált kezelését a Sarbane-Oxley és a BSA ajánlásai szerint.
- Katalógusba foglalt kérések teljesítése, akár egyfelhasználós ügyfél-végtermék-kérelmek, akár ismételt kérések alapján egy meglévő többfelhasználós szolgáltatás / alkalmazás más tárhelyeken történő telepítésére.

## Fordítás
Ez a szócikk részben vagy egészben  a   Definitive Media Library című angol Wikipédia-szócikk ezen változatának fordításán alapul.  Az eredeti cikk szerkesztőit annak laptörténete sorolja fel. Ez a jelzés csupán a megfogalmazás eredetét és a szerzői jogokat jelzi, nem szolgál a cikkben szereplő információk forrásmegjelöléseként.

## Kapcsolódó szócikk
- A szoftverkiadás életciklusa